# Bolitoglossa leandrae
Bolitoglossa leandrae is een salamander uit de familie longloze salamanders (Plethodontidae). De soort werd voor het eerst wetenschappelijk beschreven door Aldemar A. Acevedo, David Burton Wake, Roberto Márquez, Karen Silva, Rosmery Franco en Adolfo Amézquita in 2013. De soortaanduiding leandrae is een eerbetoon aan Leandra Mojica.
De salamander komt voor in delen van Midden-Amerika en leeft endemisch in Colombia. Bolitoglossa leandrae werd in 2010 voor het eerst waargenomen tijdens een expeditie in de Cordillera Oriental, het oostelijke gedeelte van de Colombiaanse Andes nabij de grens met Venezuela. De soort werd op één locatie in het Nationaal park Tamá waargenomen. Bolitoglossa leandrae komt voor in bosgebieden rond de 600 meter hoogte boven zeeniveau. In 2013 werd de wetenschappelijke beschrijving gepubliceerd, samen met die van Bolitoglossa tamaense uit hetzelfde gebied.